# Убугунов, Леонид Лазаревич
Леони́д Ла́заревич Убугу́нов (род. 1955) — биолог, лауреат премии имени Д. Н. Прянишникова (2011).

## Биография
Родился 19 июля 1955 года в селе Красная Буреть Боханского района Усть-Ордынского Бурят-Монгольского национального округа (Иркутская область) в семье школьных учителей.
В 1977 году окончил биолого-почвенный факультет Иркутского государственного университета по специальности «почвоведение и агрохимия».
С 1977 года и по настоящее время трудится в Институте общей и экспериментальной биологии СО РАН (ИОЭБ СО РАН), с 2012 года — директор института. 
В 1986 году защитил кандидатскую диссертацию.
В 1995 году защитил докторскую диссертацию.
С 1996 по 2002 год возглавлял кафедру почвоведения и агрохимии Бурятской государственной сельскохозяйственной академии имени В. Р. Филиппова. В настоящее время она является базовой кафедрой лаборатории биогеохимии и экспериментальной агрохимии ИОЭБ СО РАН — поставщиком магистрантов и аспирантов по специальностям «агрохимия», «почвоведение» и «экология».

## Научная и общественная деятельность
Вместе с сотрудниками возглавляемой лаборатории проводил исследования по разработке теоретических основ технологии создания экологически безопасных удобрительных смесей и комплексных удобрений пролонгированного действия из забайкальских местных сырьевых ресурсов, всесторонней их эколого-агрохимической оценке. По этому направлению получено 11 патентов на изобретение новых видов удобрений и удобрительных смесей.
Являясь руководителем и соруководителем проектов по оценке современного состояния природных комплексов водосборной площади озера Котокельское («Озеро Котокельское: природные условия, биота, экология», 2013), дельты реки Селенги («Дельта реки Селенги – естественный биофильтр и индикатор состояния озера Байкал», 2008), ведёт исследования по решению проблемы сохранения и восстановления степных и пойменных экосистем в Забайкалье и в сопредельных государствах (Монголия, Китай).
Совместно с сотрудниками кафедры и лаборатории регулярно публикуются учебные пособия под грифом УМО вузов РФ, содержащие результаты собственных исследований. В их числе:
- «Основы применения удобрений в земледелии Бурятии (2002)
- «Питание растений в криоаридных условиях Бурятии» (2004)
- «Биологические основы плодородия почв Бурятии» (2009)
- «Азот, азотный режим почв и эффективность азотных удобрений в Бурятии» (2011)
- «Удобрения из минерального и органического сырья и их агрохимическая эффективность» (2013)

Участие в научных организациях:
- председатель диссертационного совета при Институте общей и экспериментальной биологии СО РАН.
- член Совета по науке, технологиям и образованию при правительстве Республики Бурятии.
- член редколлегии журналов «Агрохимия», «Проблемы агрохимии и экологии», «Сибирский экологический журнал», «Вестник БНЦ», «Наука и образование».

Автор свыше 450 работ, в том числе 30 монографий, 150 статей в рецензируемых отечественных и зарубежных журналах, 10 учебных пособий.
Под его руководством защищены 12 кандидатских и 2 докторские диссертации по специальности 06.01.04 — «агрохимия».

## Награды
- Заслуженный деятель науки Российской Федерации (2004).
- Премия имени Д. Н. Прянишникова (2011) — за серию работ «Плодородие почв, питание растений и применение удобрений в криоаридных условиях».
- Заслуженный деятель науки Республики Бурятия.
- Государственная премия Республики Бурятия в области науки и техники.
- Почётный деятель науки, образования и культуры Монголии.
- Академик Монгольской национальной академии наук.